# 北國新聞赤羽ホール
北國新聞赤羽ホール（ほっこくしんぶんあかばねホール）は、石川県金沢市南町にある多目的ホール。

## 概要
- 北國新聞創刊115周年を記念して2008年8月5日に設立された。創刊者・赤羽萬次郎にちなみ命名。
- 設計はアクアマリンふくしまなどの設計で知られた淺石優。ガラス張りの外観はグランドピアノの形を模している。運営は同新聞グループ傘下の一般財団法人北國芸術振興財団。

## 主な施設・座席数
赤羽ホール
- シューボックス形式のコンサートホールだが、可動プロセニアム付で演劇等にも使用できる。客席数504席（バルコニー席54席含む）。

交流ホール
- 講演会・展示会の他、小規模のコンサートも可能。205平方メートルの平土間（椅子の場合196席）

北國新聞読者プラザ
- 北國新聞社のあゆみと、石川県の明治以来の生活史をたどる各種コーナーがある。

## 所在地
〒920-0961 石川県金沢市南町2番1号

## 交通アクセス
- JR西日本北陸新幹線金沢駅東口より「香林坊」方面行きバス乗車。「香林坊」バス停下車、徒歩3分。